# 兩國國技館
兩國國技館（日语：／ Ryōgoku Kokugikan */?）位於日本東京都墨田區兩國，為東京著名的運動場館，因主办日本國技相扑比赛而闻名。目前的建築於1985年啟用，可容納11,098人。2020年夏季奧林匹克運動會拳擊比賽於此舉行。兩國國技館亦經常作為演唱會場館使用。
場內1樓設有相撲博物館，由日本相撲協會運營。

## 歷史

### 舊址時期
- 1833年，兩國回向院開始舉辦相撲比賽。

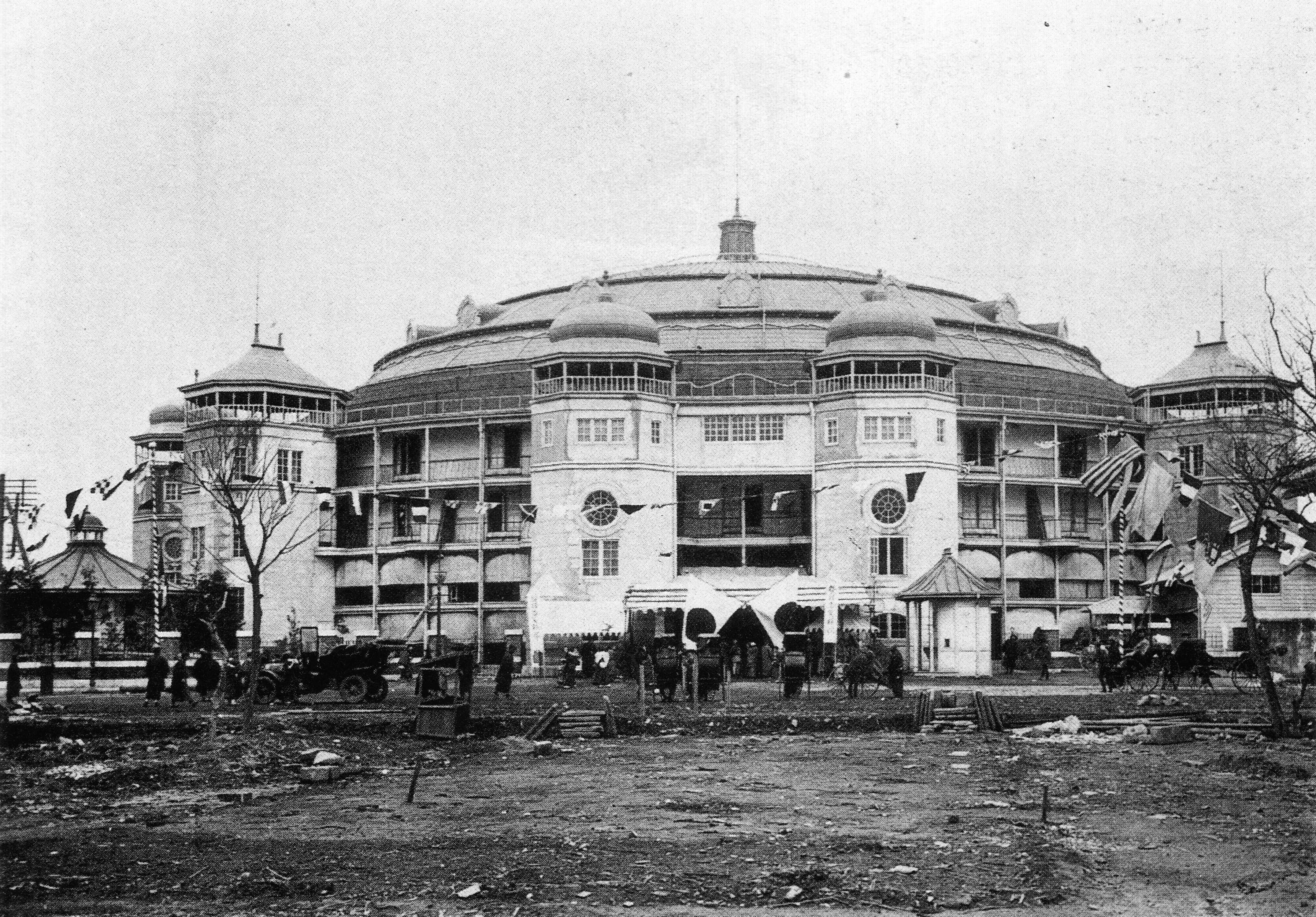
1909年剛啟用的初代國技館，由辰野金吾和弟子葛西萬司設計

- 1909年5月，兩國回向院於院內興建「兩國常設館」完工，可容納13000人。
- 1910年6月，正式定名為「兩國國技館」。
- 1917年11月29日，一樓失火造成建築不堪使用，遂於隔年拆除重建。

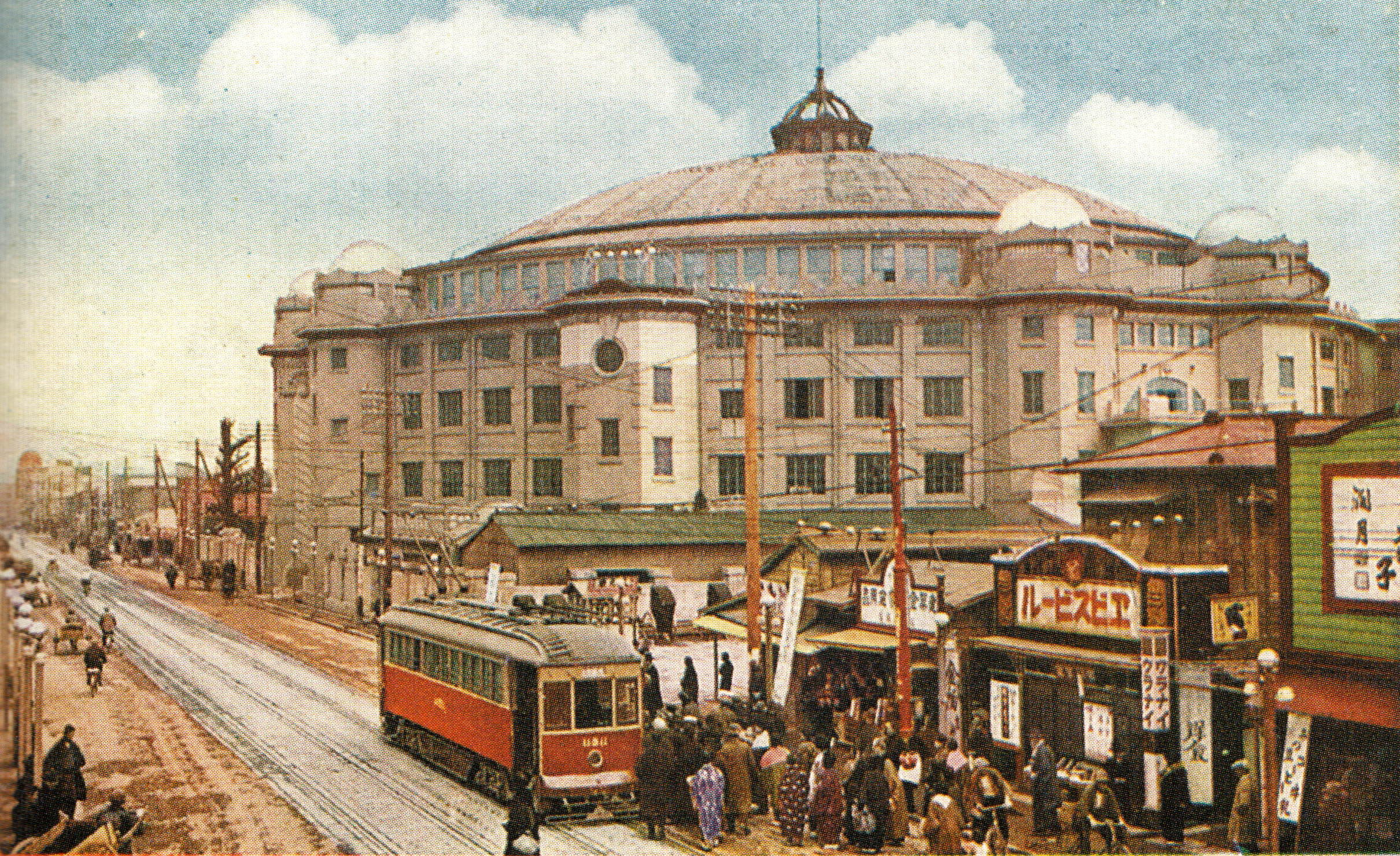
1920年的二代國技館

- 1920年1月15日，由葛西萬司設計的二代國技館啟用竣工。
- 1923年9月1日發生關東大地震，造成二代國技館再度重創，修復工程至隔年夏季完成再度啟用。
- 太平洋戰爭時的1944年2月，被大日本帝國陸軍接管改為氣球炸彈製造工廠。

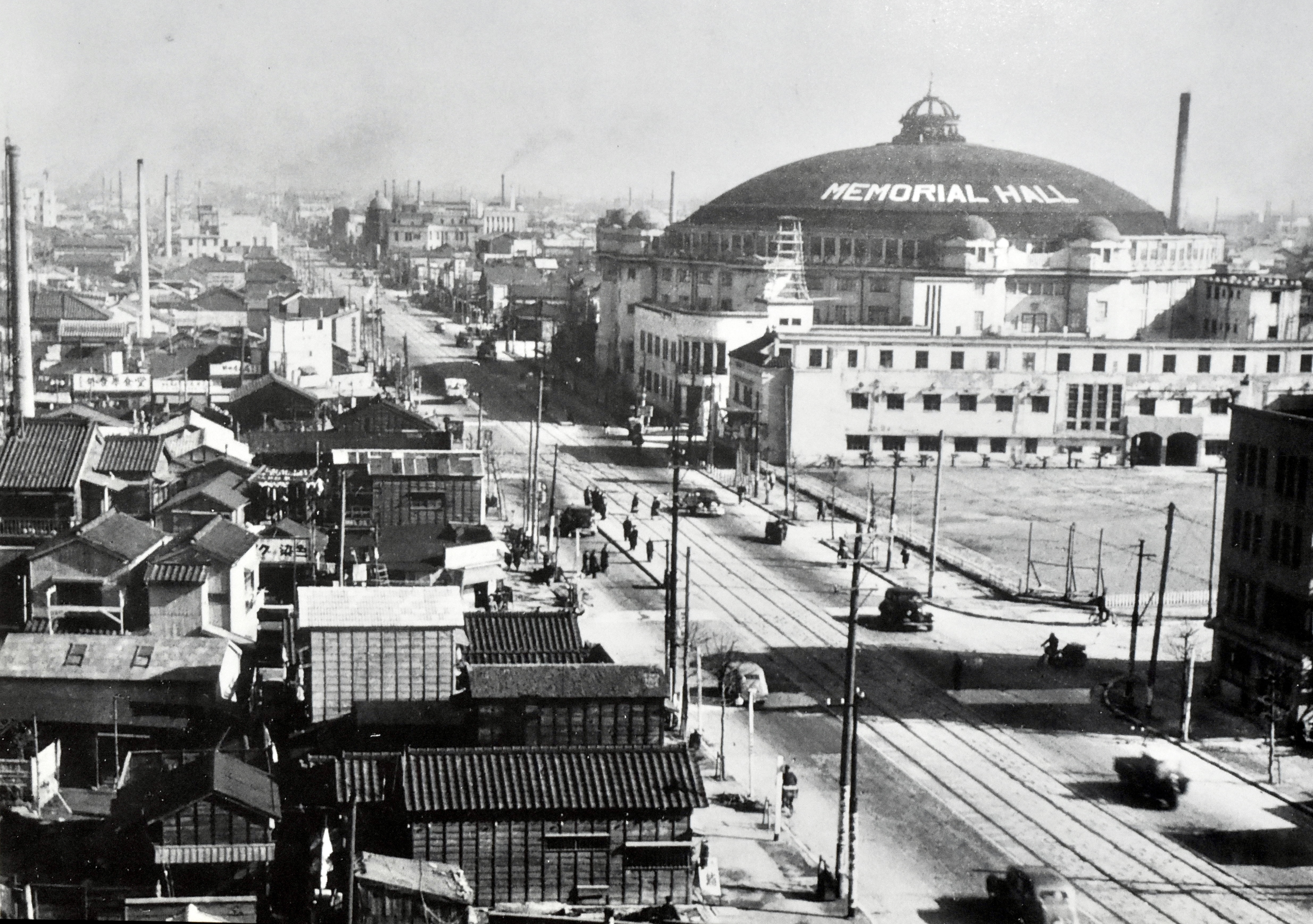
二戰後的兩國紀念館

- 1945年3月10日因美軍發動東京大空襲，造成國技館第三度遭到焚毀。二戰日本投降後的10月26日，建築物被駐日盟軍總司令接收並改名為「兩國紀念館」
- 1946年9月24日，改建修復竣工。11月舉辦的第35代橫綱雙葉山定次退役儀式後，此館不再有相撲賽事（轉為舉辦職業拳擊、職業摔跤、柔道等其他體育賽事）。
- 1958年6月，舊國技館轉讓給日本大學，改為「日本大學講堂」。
- 1983年，因日本消防法修改後大型設施必須安裝自動灑水系統，但日本大學禮堂因破敗老舊而無法加裝而拆除。拆除後被改建為複合式建築「兩國City Core」。

### 新址時期

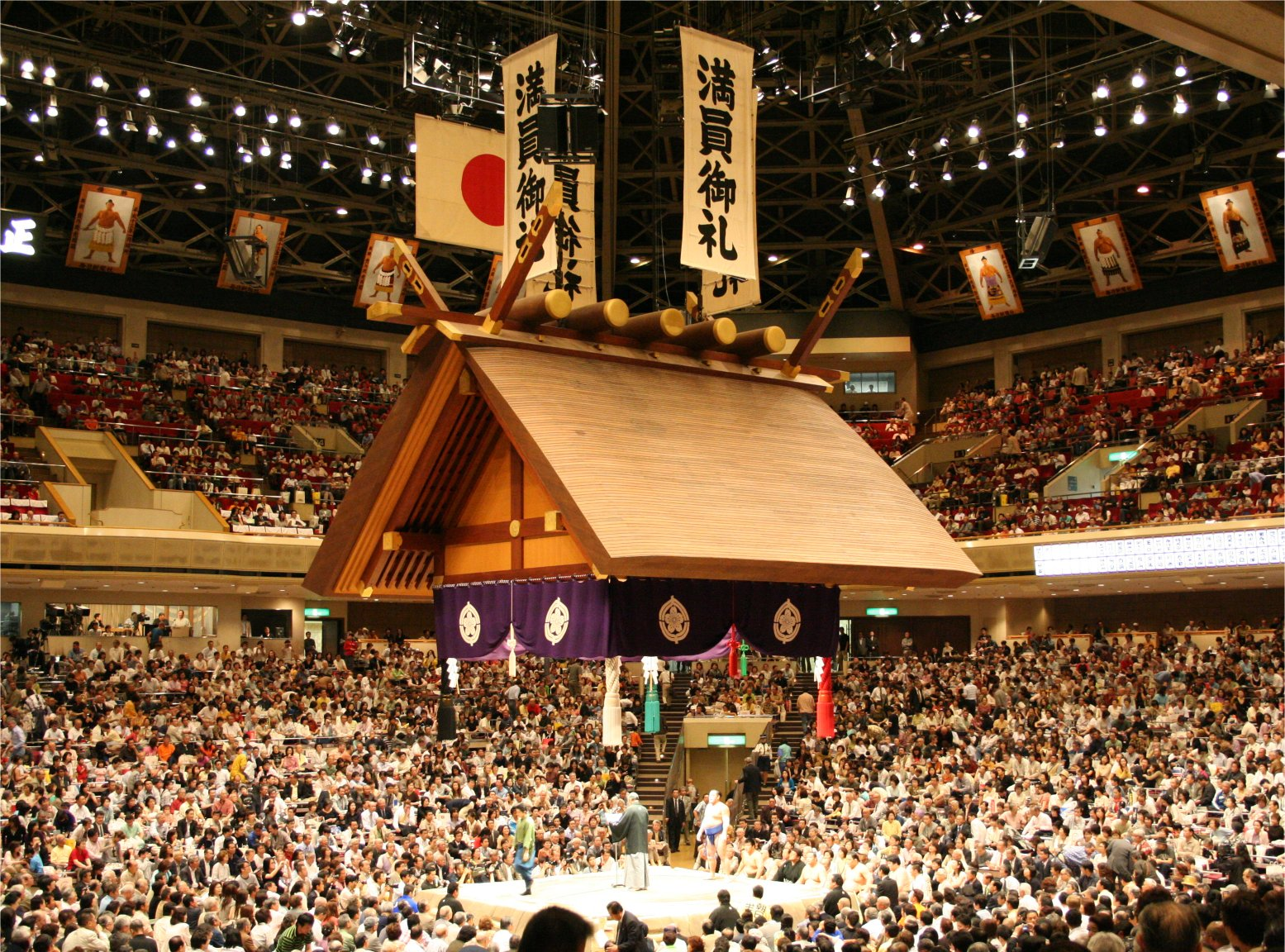
國技館內的懸空屋頂—吊屋根和相撲擂台

- 1984年11月30日，利用日本國鐵關東巴士東京總站舊址（原兩國貨運站舊址）完工。
- 1985年1月，開始舉辦相撲賽事。

## 交通方式
- JR東日本總武本線和都營地下鐵大江戶線兩國站

## 图片

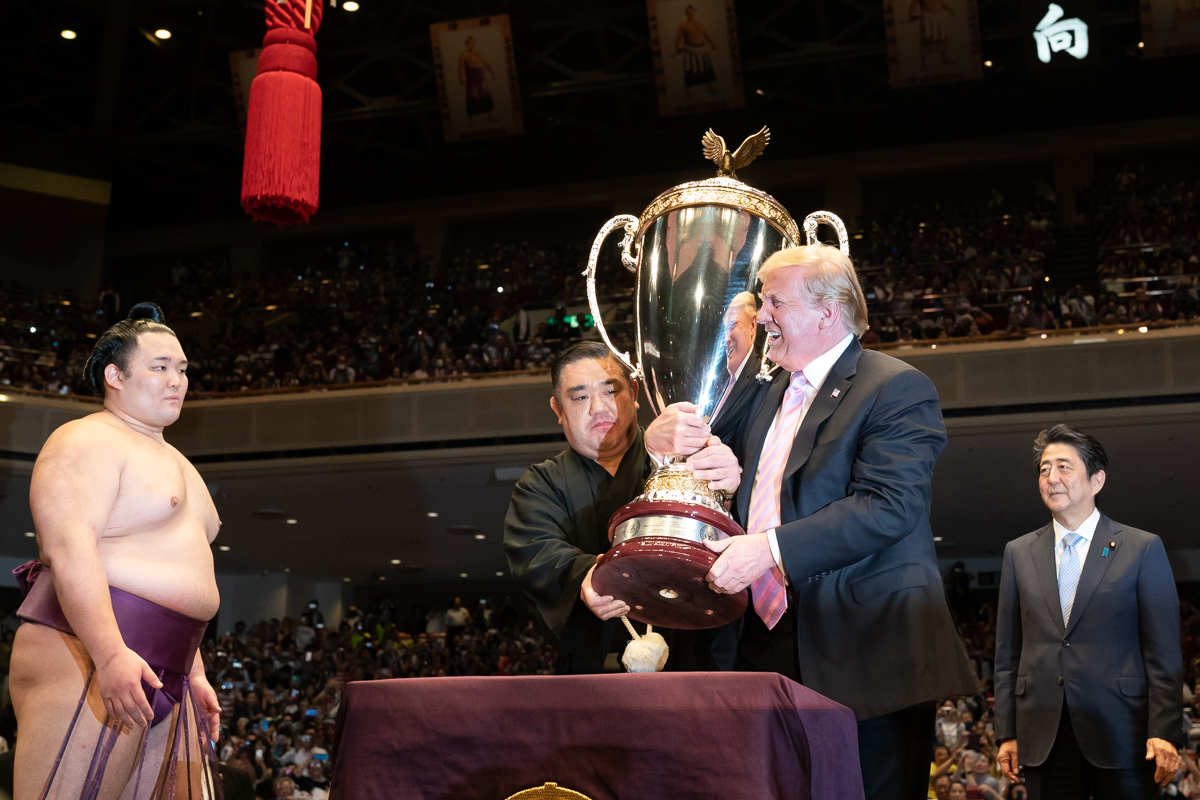
美国总统杯
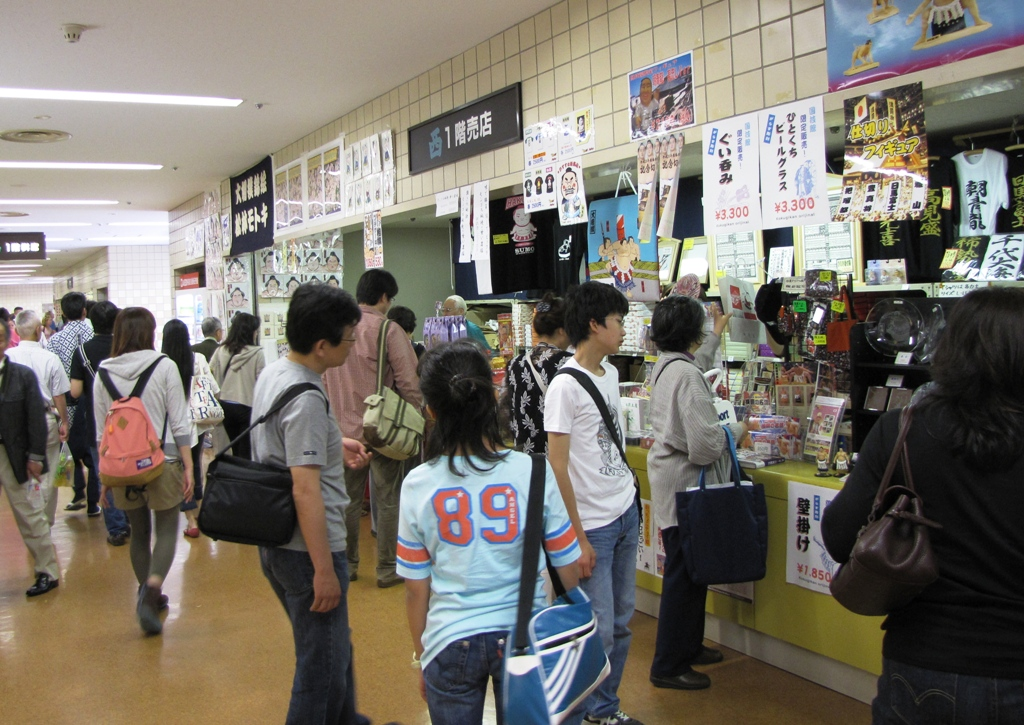
小賣部
- 弓取式

## 外部連結
- 國技館（页面存档备份，存于）